# Прапор Хорватії
Прапор Хорватії (хорв. Zastava Hrvatske або Триколор (Trobojnica)) — один з офіційних символів Республіки Хорватія.
Державним прапором Хорватії є прямокутне полотнище з трьох рівновеликих горизонтальних смуг: верхньої — червоної, середньої — білої і нижньої — синього кольору; з гербом Республіки Хорватія посередині. Відношення ширини прапора до його довжини 1:2.
Відвіку народний одяг хорватів — суконні куртки прикрашені тасьмою, галуном були різних кольорів — червоні, білі і сині, а коли в 1848 році відбувалася інавгурація хорватського Бана — Йосипа Елачича в його вбранні, ці три кольори були об'єднані.
Враховуючи величезний внесок Йосипа Елачича в збереження народного надбання і незалежності, з тієї миті, починається відлік трибарвного державного символу, який об'єднанням кольорів символізує об'єднання і цілісність хорватського народу.

## Історичні прапори

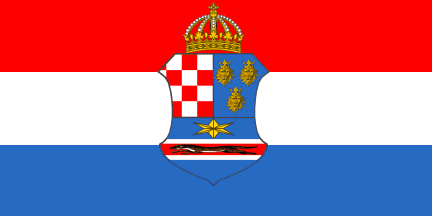
Прапор Хорватського королівства (1848)
Прапор Королівства Хорватії (1852–1860)
Прапор Хорватії-Славонії (1868–1918)
Прапор Хорватії (1939–1941)
Прапор Незалежної Держави Ховатії (1941-1945)
Прапор Соціалістичної Республіки (1945–1990)
Прапор Хорватії (1990)